# L-06C
ドコモ スマートフォン Optimus Pad L-06C（ドコモ スマートフォン オプティマス パッド エル ぜろ ろく シー）、後のドコモ タブレット Optimus Pad L-06C（ドコモ タブレット オプティマス パッド エル ぜろ ろく シー）は、LGエレクトロニクスによって開発された、NTTドコモの第3世代移動通信システム（FOMA）のタブレット型端末である。ドコモ スマートフォンのひとつとして発売され、2011年9月以降はドコモ タブレットに分類されている。

## 概要
本製品は日本では初のタブレット型端末用として最適化されたAndroid 3.0が搭載された端末となる。なお2011年8月10日のアップデートでAndroid 3.1へアップグレードされる。通話機能はついていないためデータ通信専用となり、基本的にはNTTドコモの定額データプランなどと組み合わせて利用することとなる。通信機能としてはFOMAハイスピードHSDPA7.2Mbps、HSUPA5.7Mbpsと高速通信に対応するほか、WiFi機能としてはIEEE802.11b/g/nに対応し、Bluetoothはバージョン3.0+HSに対応する。
液晶パネルは、1,280×768ドット表示に対応し、8.9型の大型IPS液晶を採用している。更に画面はフルタッチ対応の静電式のディスプレーとなっており直感的な操作が可能なほか、ソフトウェアキーボードはその大画面を生かし、10本指でタイピングすることも可能となる。
NTTドコモが発売するスマートフォンとしては、初のWi-Fiテザリングに対応となり、PSPやニンテンドーDS、パソコン、PDAなどを最大で8台まで同時接続が可能となる。Wi-Fiテザリングはspモードに接続した場合のみ対応する。
画面が大型化したとはいえ、OSにAndroid 3.0を採用しており、その大画面に最適化されたインターフェースとなっており1画面に多くのアイコンやウィジェットを配置できる。またAndroidマーケットのアプリケーション、Gmailや、YouTube、Google Maps、NAVI（Google Mapsの機能）といった、Googleの基本機能やspモードメールなども利用できる。
メインカメラは2つ搭載されており、3D写真を撮影することが可能となっている。ただし本端末の液晶自体は3Dには対応しない。しかしHDMIミニプラグ（タイプC）に対応したHDMIケーブルを3D対応テレビ（CINEMA 3D等）などに接続し、3D動画を再生させることなどが可能となっている。また1920×1080ドットのフルハイビジョン動画を撮影することも可能となる。
CPUにおいては、NVIDIAの1GHzデュアルコアCPUであるTegra 2が採用されている。
バッテリーは6,400mAhと大型で、長時間の駆動が可能となる（そのためバッテリーの取り外しができず、交換は預かり修理となり11,550円かかる）。
USBホスト機能に対応しているため、本体にUSBマウスやUSBキーボードを差込み、パソコンのように利用することが可能となる。
本体側面と本体下部にスピーカーが搭載されており、ステレオでの音楽の再生が可能となる。

### Android 3.1へのアップグレード
2011年8月10日より、L-06CのOSのメジャーアップデートが実施され、Android OSが3.1へアップグレードされた。これにより以下の機能が強化される。
- ウィジェットの改善、自由にサイズ変更可能
- マルチタスク画面スクロール
- 各種デバイス向けUSBサポート機能追加
（マウス、キーボード、ジョイスティック、デジカメの写真取り込み）

またAdobe Flash Player 10.3 など以下のアプリケーションが追加される。
- 楽天オークション
- Twonky Mobile Special
- Adobe Flash Player 10.3
- Catalyst Mobile Reader
- Movie Studio
- LG World

## メールブラウザ
ブラウザではFlash Player10.2が利用可能なほか、(OSアップグレードによりFlash Player 10.3)メールではGmail、spモードメール、通常のプロバイダーメールが利用可能となっている。spモードメールは2011年4月27日から使用可能となっている。 メールでは大画面を生かし、2ペイン表示となっており、左側に受信メールのリストを表示しながら、右側でメール本文を表示する。

## アプリケーション
3.0になったとはいえ、Android OS用のアプリケーションマーケットである、Androidマーケットがそのまま利用可能であり、20万を超えるアプリケーションの中から、自由にアプリケーションをインストールできる。
その他に、NTTドコモが提供するドコモマーケットからもアプリケーションをダウンロードができる。日本円対応のアプリケーションでは、携帯電話料金課金に対応しているものもある。またFlashを使ったアプリケーションや電子書籍なども利用可能となっている。
いままでiモードで多く利用されていた、BeeTVといったドコモ動画や、2Dfacto、E★エブリスタといった電子書籍アプリもプリインストールされている。
またGmailやYouTube、Google Talk、Google Mapsといった、Android特有のアプリケーションも、Android 3.0にあわせた大画面仕様のインターフェースとなっている。

### プリインストールアプリケーション
| - BeeTV - 2Dfacto - E★エブリスタ - evernote - 3Dビデオカメラ - 3Dプレイヤー - Gmail - 検索 - Latitude - Google Talk - YouTube - カメラ - カレンダー - ギャラリー | - ダウンロード - ドコモマーケット - マーケット - ナビ - ブラウザ - プレイス - マップ - メール - 音楽 - 音声検索 - 時計 - 電卓 - 連絡先 - 取扱説明書 |

## 主な対応サービス
| 主な対応サービス                   | 主な対応サービス                                         | 主な対応サービス                       | 主な対応サービス                                 |
| ---------------------------------- | -------------------------------------------------------- | -------------------------------------- | ------------------------------------------------ |
| タッチパネル                       | FOMAハイスピード7.2Mbps(受信)／5.7Mbps(送信)             | Bluetooth                              | DCMX／おサイフケータイ                           |
| iアプリオンライン／地図アプリ      | 直感ゲーム／メガiアプリ                                  | iウィジェット                          | マチキャラ／iコンシェル                          |
| ホームU／ポケットU                 | GPS／オートGPS／ケータイお探し                           | デコメール／デコメ絵文字／デコメアニメ | iチャネル                                        |
| 着もじ                             | テレビ電話／キャラ電                                     | ケータイデータお預かりサービス         | フルブラウザ                                     |
| おまかせロック／バイオ認証         | 外部メモリーにアプリ移行／ユーザーデータ一括バックアップ | トルカ                                 | iC通信／iCお引越しサービス                       |
| きせかえツール／ダイレクトメニュー | バーコードリーダ／名刺リーダ                             | 2in1                                   | エリアメール／ソフトウェアーアップデート自動更新 |
| GSM／3Gローミング（WORLD WING）    | 着うたフル／うた・ホーダイ                               | Music&Videoチャネル／ビデオクリップ    | デジタルオーディオプレーヤー（AAC／WMA）         |

## 歴史
- 2011年2月25日 - 製品の発表
- 2011年3月15日 - 予約開始
- 2011年3月31日 - 発売開始
- 2011年4月27日 - spモードメール対応
- 2011年8月10日 - Android 3.1へのアップグレード